# Милін
Милін (пол. Mylin) — село в Польщі, у гміні Хжипсько-Велике Мендзиходського повіту Великопольського воєводства.
Населення — 300 осіб (2011).
У 1975-1998 роках село належало до Познанського воєводства.

## Демографія
Демографічна структура станом на 31 березня 2011 року:
|          | Загалом | Допрацездатний вік | Працездатний вік | Постпрацездатний вік |
| -------- | ------- | ------------------ | ---------------- | -------------------- |
| Чоловіки | 155     | 44                 | 97               | 14                   |
| Жінки    | 145     | 34                 | 81               | 30                   |
| Разом    | 300     | 78                 | 178              | 44                   |